# Bohoduchiv
Bohoduchiv (ukrajinsky Богодухів; rusky Богодухов – Bogoduchov) je město v Charkovské oblasti na Ukrajině. Leží na pravém břehu Merly (přítok Vorskly) ve vzdálenosti 60 kilometrů na severozápad od Charkova a 55 kilometrů východně od Ochtyrky. Bohoduchiv je správním centrem Bohoduchivského rajónu. Žije zde přibližně 15 tisíc obyvatel. V roce 2013 žilo ve městě 14 735 obyvatel.
Ve městě je železniční stanice na trati ze Sum do Charkova.

## Dějiny
Bohoduchiv byl založen v roce 1662. Městem je od roku 1781.
Během druhé světové války byl obsazen německou armádou. Rudá armáda město dobyla 7. srpna 1943.

## Osobnosti
- Marija Mykolajivna Hrinčenko (1863–1928), spisovatelka, překladatelka, filoložka a folkloristka

## Družební města
- Boyertown, Pennsylvania, Spojené státy americké